# Pēteris Stučka
Pēteris Stučka ou sa forme russifiée Piotr Ivanovitch Stoutchka : Пётр Иванович Стучка  (14 juillet 1865-25 janvier 1932), avocat et homme politique letton, président et premier ministre de la Lettonie du 15 janvier 1919 au 22 mai 1919.
Également juriste soviétique, il occupa de nombreux postes en URSS, tels que commissaire du Peuple pour la Justice de novembre 1917 à mars 1918 et président du Tribunal suprême de la République fédérative de Russie soviétique de janvier 1923 à janvier 1932.

## Un partisan marxiste
Pēteris Stučka naît le 14 juillet 1865 à Pakuli près de Koknese en Livonie, dans une famille de riches paysans. En 1884, après avoir effectué des études dans un collège letton, il rejoint la Faculté de droit de l'Université de Saint-Pétersbourg, dans le but de devenir avocat.
À l’époque, un mouvement letton d’influence marxiste, le « Jaunā Strāva » (« Nouveau Courant ») circule dans le campus universitaire. Stučka y adhère et rencontre un compatriote letton Janis Rainis avec lequel il devient ami. En 1888, ils obtiennent tous les deux leur diplôme d’avocat, et rentrent à Rīga.
Le 18 octobre de la même année, Stučka devient rédacteur en chef du quotidien marxiste « Dienas Lapa » (= « Feuille du jour ») tandis que Rainis occupe le poste de simple rédacteur. En 1897, le « Nouveau Courant » et le « Dienas Lapa » sont interdits, et les deux compères sont condamnés à cinq ans de déportation en Sibérie.
Entre-temps, Stučka se marie avec la sœur de Rainis, Dora Pliekšāne (1870-1950).Jaunā strāva

## Stučka et le LSDSP
À son retour de Sibérie, Stučka reprend son métier d’avocat et continue son engagement politique. Ainsi, en 1904, il participe à la création du Parti social-démocrate du travail letton (LSDSP) et devient membre du comité central. Le LSDSP rassemble rapidement près de 14 000 adhérents.
L’année suivante éclate en Russie la Révolution de 1905. Stučka participe activement aux évènements et, le 9 janvier, le LSDSP prend la tête de la révolte à Rīga et organise une grève générale. Cette grande manifestation est durement réprimée par les troupes du Tsar.
En 1906 le LSDSP s’émancipe du Parti ouvrier social-démocrate de Russie et se renomme Social-Démocrate de Lettonie (LSD). Mais de nombreux membres du parti sont arrêtés et en 1911 le LSD ne compte plus que 2000 adhérents.

## Un militant bolchevique
Toujours en 1906, Stučka rencontre Lénine et se rallie aux thèses bolcheviques. Il l’aide même, en 1907, à organiser le Parti Bolchevik de Saint-Pétersbourg. À partir de 1911, il devient même un des rédacteurs du journal bolchevique Zvezda (« Étoile ») puis de son célèbre successeur Pravda (« Vérité »), jusqu’à ce qu’il soit interdit en 1914.
Ensuite, en 1915, Stučka oriente le LSD vers l’idéologie bolchevik, dénigrant progressivement les Mencheviks. Mais le LSD n’est plus le grand parti qu’il était autrefois ; en 1916 on lui décompte que 500 membres.
En février 1917 Stučka participe, une fois de plus, à la nouvelle révolution. Il devient alors chef du LSD et des factions bolcheviques lettones, et redevient rédacteur à la Pravda.
À la suite de la révolution d'Octobre, Stučka est nommé commissaire du Peuple pour la Justice (soit l’équivalent d’un ministre), un poste qu’il occupe jusqu’en mars 1918. Puis en août 1918, il est nommé substitut au Commissaire du Peuple pour les Affaires étrangères.

## Un dictateur éphémère de la Lettonie
Le 3 mars 1918, le gouvernement bolchevik renonce, par le traité de Brest-Litovsk, aux territoires baltiques. Le 17 juin 1918, les Mencheviks qui refusent l’autorité des Bolcheviks, reforment le Parti social-démocrate du travail letton (LSDSP). Et le 18 novembre 1918, sept jours après la fin de la Grande Guerre, le Letton Kārlis Ulmanis déclare l’indépendance de la Lettonie.
Les Bolcheviks ne tardent pas à réagir et envahissent la Lettonie. Le 17 décembre 1918, Stučka prend la tête du « Gouvernement des Ouvriers, des Tirailleurs et des Sans-terres » et le 23 décembre, Lénine reconnaît son autorité indépendante. Il installe son gouvernement à Valka, puis à Rīga lorsque celle-ci est prise par les Bolcheviks le 3 janvier 1919.
Stučka prend comme modèle politique Lénine. Il adopte le 15 janvier 1919, une constitution calquée sur la Russie bolchevique, se proclame Président et Premier ministre, et instaure une véritable dictature du prolétariat. Il commence dans un premier temps une lutte violente contre tous ceux qui ne reconnaissent pas son autorité. Puis dans un deuxième temps, il prend de nombreuses mesures sociales telles que confisquer le bétail et nationaliser les terres et les entreprises, qui sont désormais confiés à des comités de contrôle ouvriers. Le 6 mars 1919, Stučka devient officiellement Président du Parti communiste letton.
Si Stučka occupe pratiquement toute la Lettonie, il doit néanmoins faire face à deux autres gouvernements lettons. Le gouvernement de Kārlis Ulmanis, soutenu par les Alliés, et le gouvernement d'Andrievs Niedra, l'homme de paille du Général allemand Rüdiger von der Goltz. Mais les troupes de Stučka, désorganisées et peu entraînées, restent inactives devant l’avancée rapide des corps francs de von der Goltz. Ainsi, le 23 avril 1919, les Allemands prennent Rīga et le 23 mai 1919, Stučka est obligé de se réfugier en Russie.
Le bilan de ces cinq mois au pouvoir est désastreux. Stučka a non seulement effrayé et massacré la population, mais ses mesures sociales ont entraîné une famine qui a fait quelques milliers de morts.

## Un haut fonctionnaire soviétique
Jusqu’au 13 janvier 1920, Stučka continue de présider son gouvernement soviétique, à cheval entre la frontière russe et lettone. Mais le 11 août 1920, le gouvernement russe reconnaît officiellement l’indépendance de la Lettonie par le Traité de Rīga.
Stučka rejoint alors le gouvernement soviétique de Moscou et devient en 1920, membre du Comité de Direction du Komintern. Et à partir de 1921, il travaille de nouveau au Commissariat du Peuple pour la Justice mais cette fois-ci en tant que substitut. Cependant, en janvier 1923, Stučka démissionne pour devenir Président du Tribunal suprême de la République fédérative de Russie soviétique, poste qu’il occupe jusqu’à sa mort.
Stučka contribue également, de façon non négligeable, à la rédaction des lois soviétiques. Il considérait en effet que le droit pénal était le meilleur moyen de combattre les ennemis politiques de l’État. Stučka publie donc de nombreux ouvrages juridiques, tels que « Le Rôle Révolutionnaire de la Loi et de l'État » en 1921 et « La Révolution de la Loi » en 1923. Il est par ailleurs, de 1925 à 1927, rédacteur en chef de l’Encyclopédie soviétique « L’État et le Droit », à laquelle participe Evgueni Pachoukanis.
Pēteris Stučka décède, le 25 janvier 1932, à Moscou. Ses cendres ont été placées dans le mur du Kremlin.